# フーイエン省
フーイエン省（フーイエンしょう、ベトナム語：Tỉnh Phú Yên / 省富安  発音）は、ベトナムのかつての省（地方自治体）。省都はトゥイホア。南中部に位置し、東は南シナ海と接している。
ベトナムの中部の中で稲作面積が最も大きく、米やサトウキビ農業の他、漁業も盛んである。
2025年、ダクラク省に統合された。

## 隣接行政区画
- カインホア省
- ダクラク省
- ザライ省
- ビンディン省

## 行政区画
1市2市社6県で構成される。

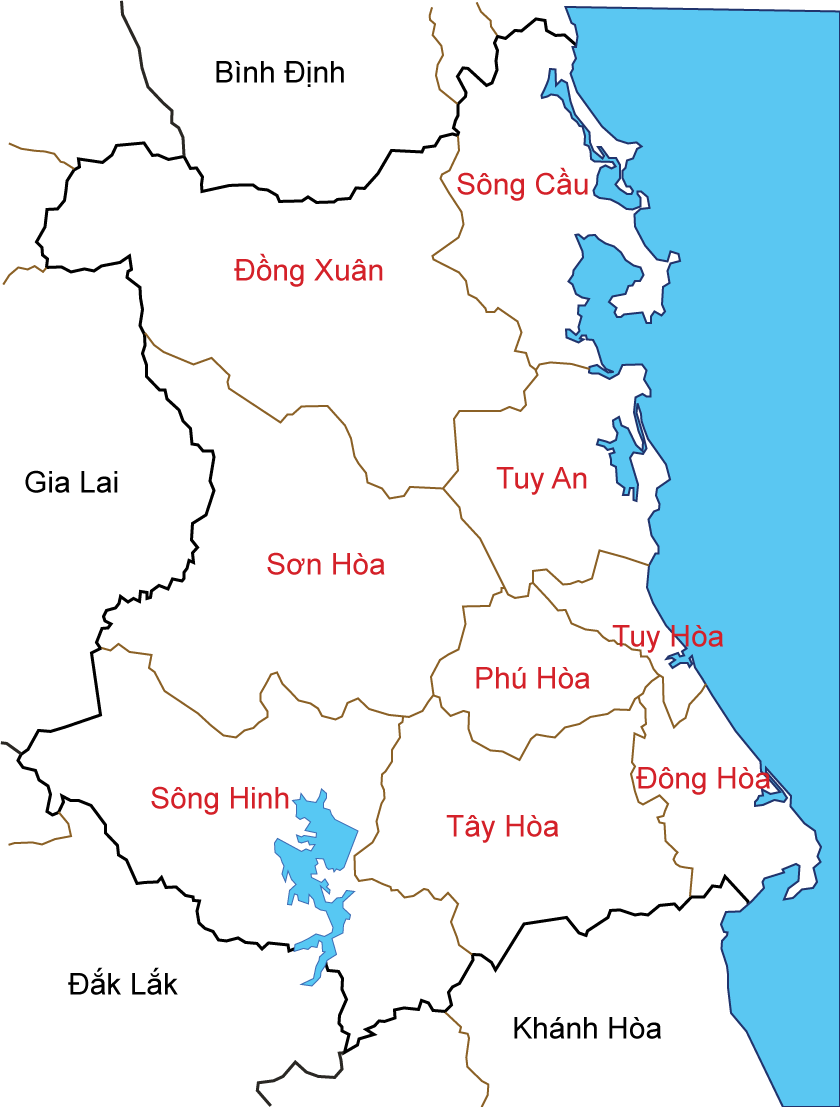
地図

- トゥイホア市（Tuy Hòa / 綏和）
- ドンホア市社（Đông Hoà / 東和）
- ソンカウ市社（Sông Cầu / 瀧虬）
- ドンスアン県（Đồng Xuân / 同春）
- フーホア県（Phú Hòa / 富和）
- ソンホア県（Sơn Hòa / 山和）
- ソンヒン県（Sông Hinh / 瀧馨）
- トゥイアン県（Tuy An / 綏安）
- タイホア県（Tây Hoà / 西和）